# محمد غلامین
محمد غلامین (زاده ۲۲ بهمن ۱۳۶۴) یک بازیکن فوتبال اهل ایران است.